# Giovanni Costa (calciatore 1901)
Giovanni Costa (La Spezia, 6 settembre 1901 – 1968) è stato un calciatore italiano, di ruolo portiere.
Sui tabellini veniva spesso menzionato come Costa III.

## Carriera
Debuttò in Prima Categoria con la maglia dello Spezia il 31 ottobre 1920 nella gara persa per 1-0 sul campo del Savona.
Il 20 gennaio 1924 divenne il primo portiere spezzino a giocare in Nazionale in occasione dell'amichevole contro l'Austria persa per 4-0. Al momento della convocazione giocava per la Sestrese, allora militante in Seconda Divisione Nord.

## Statistiche

### Cronologia presenze e reti in nazionale
| Cronologia completa delle presenze e delle reti in nazionale ― Italia | Cronologia completa delle presenze e delle reti in nazionale ― Italia | Cronologia completa delle presenze e delle reti in nazionale ― Italia | Cronologia completa delle presenze e delle reti in nazionale ― Italia | Cronologia completa delle presenze e delle reti in nazionale ― Italia | Cronologia completa delle presenze e delle reti in nazionale ― Italia | Cronologia completa delle presenze e delle reti in nazionale ― Italia | Cronologia completa delle presenze e delle reti in nazionale ― Italia |
| Data                                                                  | Città                                                                 | In casa                                                               | Risultato                                                             | Ospiti                                                                | Competizione                                                          | Reti                                                                  | Note                                                                  |
| --------------------------------------------------------------------- | --------------------------------------------------------------------- | --------------------------------------------------------------------- | --------------------------------------------------------------------- | --------------------------------------------------------------------- | --------------------------------------------------------------------- | --------------------------------------------------------------------- | --------------------------------------------------------------------- |
| 20/01/1924                                                            | Genova                                                                | Italia                                                                | 0 – 4                                                                 | Austria                                                               | Amichevole                                                            | -4                                                                    |                                                                       |
| Totale                                                                |                                                                       | Presenze                                                              | 1                                                                     |                                                                       | Reti                                                                  | -4                                                                    |                                                                       |